# زغبورة تافهة
زغبورة تافهة (الاسم العلمي:Stigmella ridiculosa) هي نوع من الحشرات تتبع جنس الزغبورة من فصيلة السليلات.